# USS Isherwood (DD-284)
Pour les articles homonymes, voir USS Isherwood.
L’USS Isherwood (DD-284)  était un destroyer de classe Clemson lancé par l'United States Navy.

## Histoire

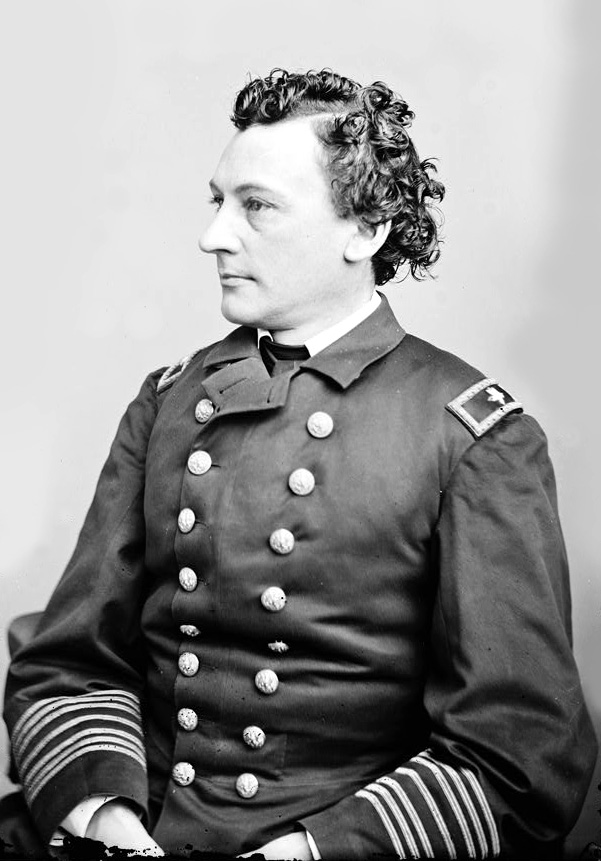
Benjamin F. Isherwood.

Isherwood a été lancé le 10 septembre 1919 par la Société Bethlehem Shipbuilding, Squantum, dans la Massachusetts, parrainé par Mme RC Walling, et mis en service le 4 décembre 1919 dans le port de la marine de Boston.
Comme une unité de la Division 43d, 1er escadron, de la flotte de l'Atlantique, l'Isherwood part de Boston le 26 janvier 1920 et navigue vers Cuba. Il arrive à Guantanamo le 3 février, et resta pour des exercices jusqu'à son départ le 26 avril, escortant le cuirassé Pennsylvania pour recevoir le secrétaire de la Marine en Virginie. Après cette affectation, l'USS Isherwood part au Mexique pour une patrouille sur la côte mexicaine et le 21 juin il retourne à Boston pour réparations. Le 21 octobre à Charleston, en Caroline du Sud.
Le Isherwood reste dans le statut de réserve jusqu'au 10 mai 1921, où il rejoint la Force des Destroyers. Le navire transporte des réservistes de la Marine entre Boston et Newport. Après des réparations à Boston (13 mars - 8 mai 1922), il rejoint un Destroyer Squadron à Philadelphie, en Pennsylvanie et rejoint Yorktown, en Virginie, pour des exercices avec la flotte. Il manœuvre dans la région jusqu'au 3 janvier 1923, et rejoint ensuite les Caraïbes ou il poursuit ses opérations de préparation jusqu'au 28 mars 1925.
Le 7 mai 1925, le Isherwood arrive à Boston pour une croisière de la Réserve navale du Maine dans le district de Columbia. Il rejoint son escadrille à Newport le 31 août 1925, et arrive à Guantanamo le 24 septembre pour des manœuvres dans les Caraïbes. Après des exercices avec la flotte, le Isherwood arrive à Portsmouth, en Virginie, le 13 avril 1925, et il part pour la France le 12 juin par les Açores. Le Isherwood arrive à Saint-Nazaire le 29 juin.
Après son arrivée à Boston 15 juillet 1927, le Isherwood a repris son travail de formation des réservistes et des manœuvres de la flotte dans les Caraïbes jusqu'en juin 1929.
De Jacksonville, en Floride, il reçoit des réservistes de la Marine pour une croisière d'été (Maine jusqu'au Massachusetts). Le 29 juin, et après leur débarquement 20 juillet, il subit des réparations à Newport et la révision à Norfolk. Le Kalmia (AT-23) le remorque de Norfolk à Philadelphia le 26 août 1929, et il est déclassé le 1er mai 1930. Il est vendu le 17 janvier 1931, et mis au rebut en 1934 par ses acheteurs.